# جيل بينيت (ممثلة)
جيل بينيت (بالإنجليزية: Jill Bennett)‏ هي ممثلة بريطانية، ولدت في 24 ديسمبر 1931 في ماليزيا، وتوفيت في 4 أكتوبر 1990 بلندن في المملكة المتحدة بسبب جرعة زائدة.

## أعمال

### أفلام
- (1952) مولان روج
- (1956) رغبة في الحياة
- (1981) من أجل عينيك فقط[4][5][6]
- (1990) السماء الواقية

## وصلات خارجية
- جيل بينيت على موقع IMDb (الإنجليزية)
- جيل بينيت على موقع الموسوعة البريطانية (الإنجليزية)
- جيل بينيت على موقع ألو سيني (الفرنسية)
- جيل بينيت على موقع أول موفي (الإنجليزية)
- جيل بينيت على موقع قاعدة بيانات الفيلم (الإنجليزية)
- جيل بينيت على موقع كينوبويسك (الروسية)